# Jakov Fjodorovitj Dolgorukov

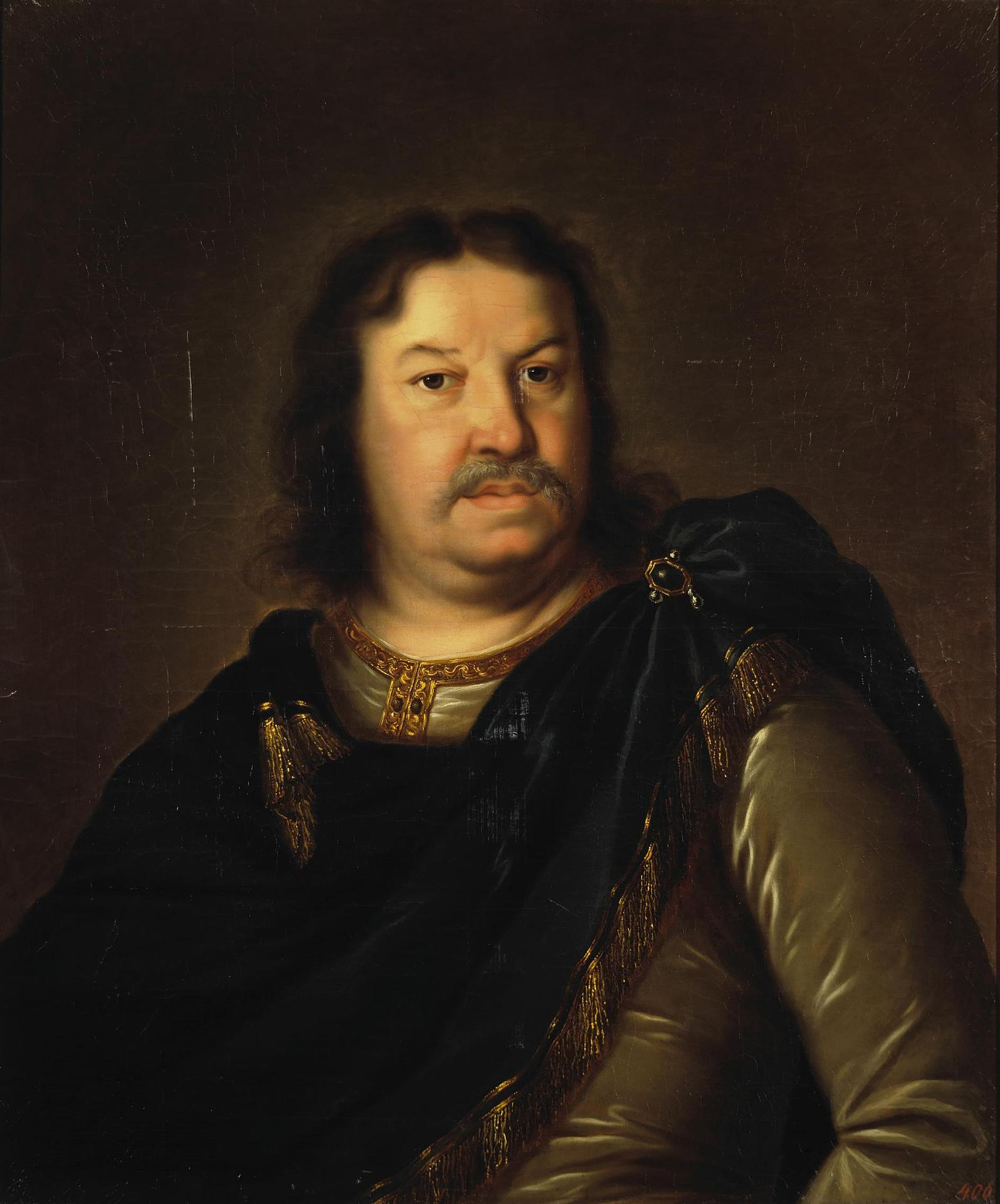
Jakov Fjodorovitj Dolgorukov.

Jakov Fjodorovitj Dolgorukov (ryska: Яков Фёдорович Долгоруков), född 1639, död 1720, var en rysk ambassadör  och militär.
Dolgorukov utmärkte sig under de turkiska fälttågen 1695–96. Han blev general 1697, råkade i slaget vid Narva i svensk krigsfångenskap, men lyckades fly 1711. Han inträdde därefter i senaten där han stödd på tsar Peters gunst hade stort inflytande.